# Consequences
Consequences es el decimoquinto episodio de la tercera temporada de Buffy the Vampire Slayer.

## Argumento
Buffy (Sarah Michelle Gellar) tiene una pesadilla y, al levantarse, descubre a su madre (Kristine Sutherland) viendo en las noticias que el cuerpo de Finch ha sido encontrado. En la biblioteca, Wesley (Alexis Denisof) quiere que Buffy y Faith (Eliza Dushku) investiguen el asesinato. Cordelia (Charisma Carpenter) les interrumpe y llama la atención del nuevo Vigilante. Willow (Alyson Hannigan) todavía está enfadada con Buffy.
El alcalde Wilkins (Harry Groener) y Mr. Trick (K. Todd Freeman) se deshacen de los archivos del ayudante, pues sospechan que estuviera conspirando contra él. Buffy y Faith deciden investigar la razón por la que Finch estaba allí esa noche, pero hallan que los archivos han desaparecido. Faith cree que su trabajo como Cazadora puede dejarlas fuera de la ley y cuando Buffy regresa a su casa se encuentra a su madre acompañada por el detective Stein (James MacDonald), quien la interroga sobre el homicidio de la noche anterior. Buffy le miente, negando saber algo sobre el crimen. El detective también visita a Faith y Ángel les observa.
Buffy le confiesa a Willow lo ocurrido y esta le aconseja que hable con Giles (Anthony Head), pero Faith se ha adelantado y ha acusado a Buffy. A pesar de que Giles no le cree, piensa que el Consejo de Vigilantes no debe intervenir, pues sería peligroso. Wesley escucha la conversación y llama al Consejo a Inglaterra. A la mañana siguiente, hablan con Xander (Nicholas Brendon) y Willow acerca de lo que deberían hacer con Faith. Xander se propone como voluntario para hablar con ella, pues cree que tienen una relación especial. Willow llora desconsolada tras enterarse de que se acostaron juntos.
En la habitación de su motel, Xander trata de convencer a Faith de que lo que hizo estuvo mal, pero ella lo lanza contra la cama y salta sobre él, tratando de estrangularlo. Ángel la golpea y la lleva a la Mansión, donde la encadena. Ángel cree que es peligrosa desde que fue capaz de matar a un humano y, al parecer, sin remordimientos. Intenta hablar con ella pero Wesley y unos hombres les interrumpen y se la llevan a rendir cuentas ante Consejo, aunque ella logra escapar. Wesley informa al grupo de lo ocurrido y deciden buscarla antes de que se marche de la ciudad. Buffy la encuentra en el muelle y pelean, pero son interrumpidas por Mr. Trick y unos vampiros. Faith mata a Mr. Trick clavándole una estaca en el corazón cuando esta está a punto de morder a Buffy, tras lo cual huye. Aunque el grupo cree que pueden ayudarla, Faith ha decidido visitar al alcalde para pedirle trabajo.

## Reparto

### Personajes principales
- Sarah Michelle Gellar como Buffy Summers.
- Nicholas Brendon como Xander Harris.
- Alyson Hannigan como Willow Rosenberg.
- Charisma Carpenter como Cordelia Chase.
- David Boreanaz como Angelus.
- Seth Green como Oz (aunque en los créditos, no aparece).
- Anthony Stewart Head como Rupert Giles.

### Apariciones especiales
- Kristine Sutherland como Joyce Summers.
- Harry Groener como Alcalde Richard Wilkins.
- K. Todd Freeman como Mr. Trick
- Jack Plotnick como Oficial del alcalde Allan Finch.
- Alexis Denisof como Wesley Wyndam-Pryce.
- James G. MacDonald como Detective Stein.
- Eliza Dushku como Faith Lehane.

### Personajes secundarios
- Amy Powell como Reportera de TV News.
- Patricia Place como Mujer.

## Producción

### Música
- Kathleen Wilhoite - «Wish we never met»